# Mammoth (Wyoming)
Mammoth es un lugar designado por el censo ubicado en el condado de Park en el estado estadounidense de Wyoming.  En el año 2010 tenía una población de 263 habitantes.

## Geografía
Mammoth se encuentra ubicado en las coordenadas 44°58′23.56″N 110°41′34.59″O / 44.9732111, -110.6929417. 